# البارجة الألمانية شارنهورست
شارنهورست سفينة رئيسية ألمانية، وصفت بدلا من ذلك بمثابة يارجة أو طراد معركة، تابعة لبحرية ألمانيا النازية كريغسمرينه. كانت السفينة الرائدة في فئتها، والتي ضمت سفينة أخرى هي غيسيناو. تم بناء السفينة في حوض بناء السفن كريكسمارينفيفت في فيلهلمسهافن. تم وضع عارضتها في 15 يونيو 1935 وبدأ ببنائها بعد عام وأربعة أشهر في 3 أكتوبر 1936. تم الانتهاء منها في يناير 1939، سلحت السفينة ببطارية رئيسية من تسعة مدافع من عيار 28 سم (11 إنش) سي/34 بثلاثة أبراج ثلاثية. خطط لاستبدال هذه المدافع بستة مدافع من عيار 38 سم (15 إنش) أس كيه سي/34 في برجين توأمين لكنهم لم يفعلو.
شارك كلا من شارنهورست وغيسيناو بجزء كبير في الفترة المبكرة ث من الحرب العالمية الثانية، بما في ذلك طلعات جوية في المحيط الأطلسي لمهاجمة سفن التجارية البريطانية. خلال عمليتها الأولى، أغرقت شارنهورست الطراد البريطاني المساعد أتش أم أس Rawalpindi في أشتباك قصير (نوفمبر 1939). شاركت شارنهورست وغيسيناو في عملية فيزروبونغ (من أبريل إلى يونيو 1940)، والغزو الألماني للنرويج. خلال عملياتهم خارج النرويج، أشتبكت السفينتين مع الطرادات أتش أم أس Renown وأغرقو حاملة الطائرات أتش أم أس Glorious والمدمرات اكاستا وأردنت. في هذا الاشتباك حقق شارنهورست واحدة من أطول الإصابات البحرية في التاريخ.
في أوائل عام 1942، بعد غارات قصف بريطانية متكررة، قامت السفينتان بشق طريقهما في وضح النهار لعبور القناة الإنجليزية قادمتين من فرنسا المحتلة إلى ألمانيا. في أوائل عام 1943، انضمت شارنهورست إلى البارجة من فئة بسمارك تيربيتز في النرويج لحظر مرور قوافل الحلفاء إلى الاتحاد السوفيتي. قامت شارنهورست وعدة من المدمرات بالتحرك من النرويج لمهاجمة قافلة، لكن دوريات البحرية البريطانية اعترضت القوة الألمانية. خلال معركة رأس الشمال (26 ديسمبر 1943)، أغرقت البارجة أتش أم أس دووك أوف يورك التابعة للبحرية الملكية ومرافقتها شارنهورست. تم انقاذ 36 رجلا فقط من الطاقم البالغ 1968 بحارا.

## البناء والخصائص

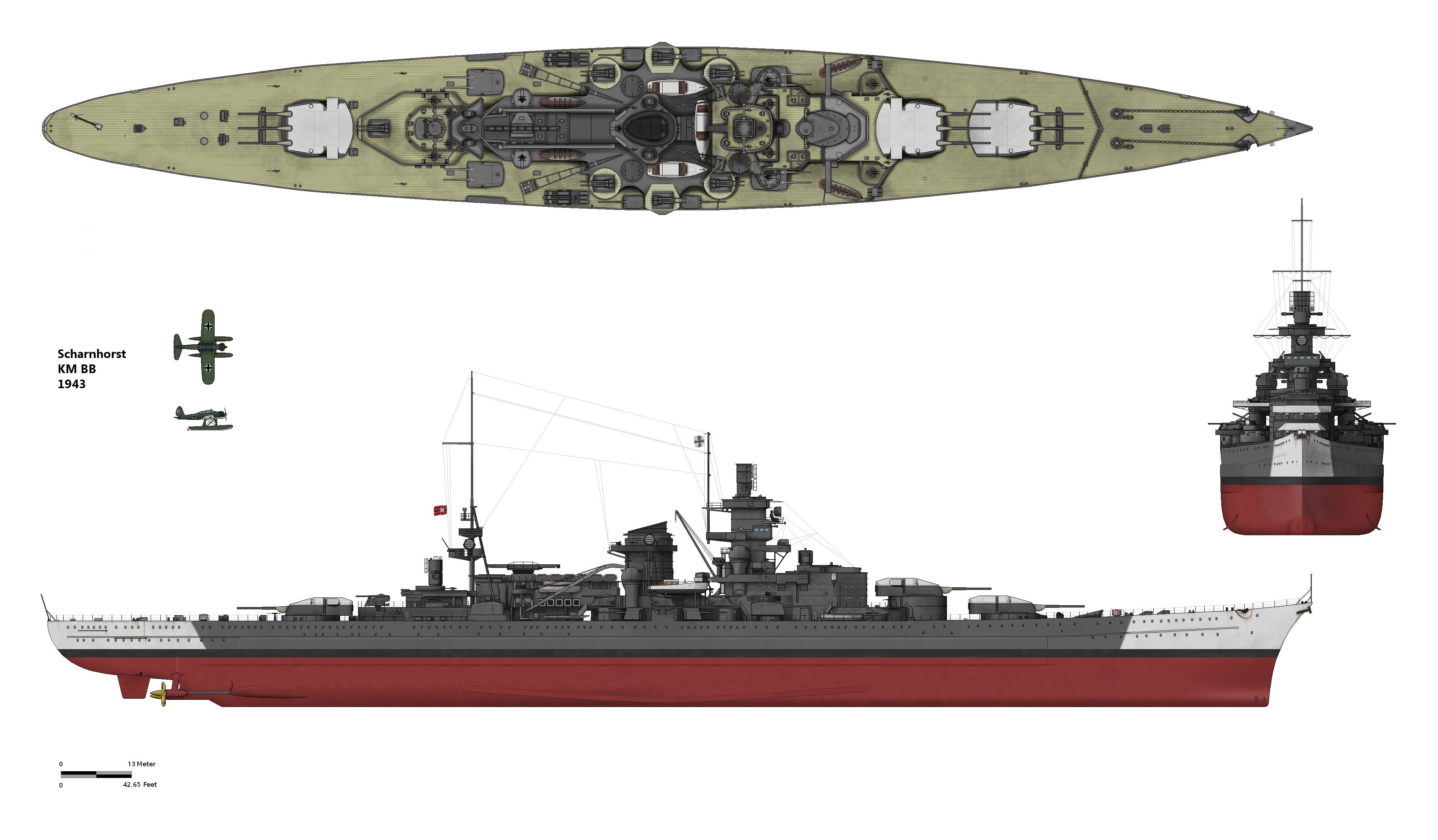
تصميم شارنهورست في عام 1943

أمر ببناء شارنهورست تحت Ersatz Elsass كبديل بارجة ما قبل-دريدنوت Elsass القديمة، تحت عقد اسم «دي.»  مُنحت كريكسمارينفيفت في فيلهلمسهافن العقد، حيث تم وضع العارضة في 16 يوليو 1935.  تم إطلاق السفينة في 3 أكتوبر 1936، وشهدها أدولف هتلر، وزير الحرب جنرال فيلدمارشايل فيرنر فون بلومبرج، وأرملة <a href="./%D9%83%D8%A7%D8%A8%D8%AA%D9%86%20%D8%A7%D8%AA%20%D8%B3%D9%8A" rel="mw:WikiLink">كابتن ات سي</a> Schultz، قائد الطراد المدرع شارنهورست، الذي غرق في معركة جزر فوكلاند خلال الحرب العالمية الأولى. تم الانتهاء منه بحلول يناير 1939.  تم تكليف شارنهورست في الأسطول في 9 يناير لإجراء تجارب بحرية،  والتي كشفت عن ميل خطير لشحن كميات كبيرة من المياه في البحار الثقيلة. تسبب هذا فيضان في القوس والأنظمة الكهربائية التالفة في برج بندقية إلى الأمام. نتيجة لذلك، عادت إلى حوض بناء السفن لتعديل القوس على نطاق واسع. تم استبدال الساق المستقيمة الأصلية بقوس أطلسي مرتفع. كما تم تركيب غطاء قمع غير مهذب أثناء إعادة الإعمار، إلى جانب حظيرة طائرات موسعة؛ تم نقل الصاري الرئيسي أيضا مزيد من الخلف. تم الانتهاء من التعديلات بحلول نوفمبر 1939، وفي ذلك الوقت كانت السفينة تعمل بشكل كامل. 